# Arrondissement de Thann-Guebwiller
L'arrondissement de Thann-Guebwiller est une division administrative française, située dans la circonscription administrative du Haut-Rhin sur le territoire de la collectivité européenne d'Alsace.
Il est issu de la fusion au 1er janvier 2015 des anciens arrondissement de Thann et arrondissement de Guebwiller.

## Composition

### Découpage cantonal depuis 2015
L'arrondissement groupe 5 cantons :
- canton de Cernay ;
- canton d'Ensisheim (partagé entre les arrondissements de Thann-Guebwiller et de Colmar) ;
- canton de Masevaux (partagé entre les arrondissements de Thann-Guebwiller et d'Altkirch) ;
- canton de Guebwiller ;
- canton de Wintzenheim (partagé entre les arrondissements de Thann-Guebwiller et de Colmar).

### Découpage communal depuis 2015
Depuis 2015, le nombre de communes des arrondissements varie chaque année soit du fait du redécoupage cantonal de 2014 qui a conduit à l'ajustement de périmètres de certains arrondissements, soit à la suite de la création de communes nouvelles. Le nombre de communes de l'arrondissement de Thann-Guebwiller est ainsi de 91 en 2015, 88 en 2016 et 81 en 2017.
Au 1er janvier 2024, l'arrondissement groupe les 81 communes suivantes :
1. Aspach-le-Bas
2. Aspach-Michelbach
3. Bergholtz
4. Bergholtzzell
5. Biltzheim
6. Bitschwiller-lès-Thann
7. Bourbach-le-Bas
8. Bourbach-le-Haut
9. Buhl
10. Burnhaupt-le-Bas
11. Burnhaupt-le-Haut
12. Cernay
13. Dolleren
14. Ensisheim
15. Fellering
16. Geishouse
17. Goldbach-Altenbach
18. Gueberschwihr
19. Guebwiller
20. Guewenheim
21. Gundolsheim
22. Hartmannswiller
23. Hattstatt
24. Le Haut Soultzbach
25. Husseren-Wesserling
26. Issenheim
27. Jungholtz
28. Kirchberg
29. Kruth
30. Lautenbach
31. Lautenbachzell
32. Lauw
33. Leimbach
34. Linthal
35. Malmerspach
36. Masevaux-Niederbruck
37. Merxheim
38. Meyenheim
39. Mitzach
40. Mollau
41. Moosch
42. Munwiller
43. Murbach
44. Niederentzen
45. Niederhergheim
46. Oberbruck
47. Oberentzen
48. Oberhergheim
49. Oderen
50. Orschwihr
51. Osenbach
52. Pfaffenheim
53. Raedersheim
54. Rammersmatt
55. Ranspach
56. Réguisheim
57. Rimbach-près-Guebwiller
58. Rimbach-près-Masevaux
59. Rimbachzell
60. Roderen
61. Rouffach
62. Saint-Amarin
63. Schweighouse-Thann
64. Sentheim
65. Sewen
66. Sickert
67. Soppe-le-Bas
68. Soultz-Haut-Rhin
69. Soultzmatt
70. Steinbach
71. Storckensohn
72. Thann
73. Uffholtz
74. Urbès
75. Vieux-Thann
76. Wattwiller
77. Wegscheid
78. Westhalten
79. Wildenstein
80. Willer-sur-Thur
81. Wuenheim

## Démographie
En 2022, l'arrondissement comptait 129 753 habitants.
| 1968    | 1975    | 1982    | 1990    | 1999    | 2006   | 2011   | 2016    | 2021    |
| ------- | ------- | ------- | ------- | ------- | ------ | ------ | ------- | ------- |
| 110 827 | 114 982 | 117 509 | 122 314 | 130 125 | 80 293 | 80 293 | 130 270 | 129 855 |

| 2022    | - | - | - | - | - | - | - | - |
| ------- | - | - | - | - | - | - | - | - |
| 129 753 | - | - | - | - | - | - | - | - |

## Histoire
L'arrondissement de Thann a été créé en 1919, après le retour de département du Haut-Rhin à la France, après 48 ans d'annexion à l'Empire allemand. Il a pris la succession du cercle de Thann, subdivision de la Haute-Alsace, créée en 1871 à partir d'un canton appartenant à l'arrondissement de Belfort).
Par suite d'une volonté de l'État de réorganiser la carte des arrondissements en voulant prendre en compte les limites des EPCI, l'arrondissement de Thann a été redécoupé le 1er janvier 2015 et renommé Thann-Guebwiller.

## Économie
Emplois principaux dans les secteurs du textile, chimie, mécaniques et BTP.
L'artisanat est relativement important sur Cernay et Thann.

## Culture, tourisme, associations
- Relais culturel et médiathèques (Cernay et Thann)
- Associations socio-culturelles dans les domaines théâtral, musical, historique...
- Vieille ville de Thann
- Centre ancien de Guebwiller, Soultz et Ensisheim
- Ballon d'Alsace
- Grand Ballon
- Sites historiques et culturels (Vieil Armand...)
- Route des Vins
- Route des Crêtes